# Anas erythrorhyncha

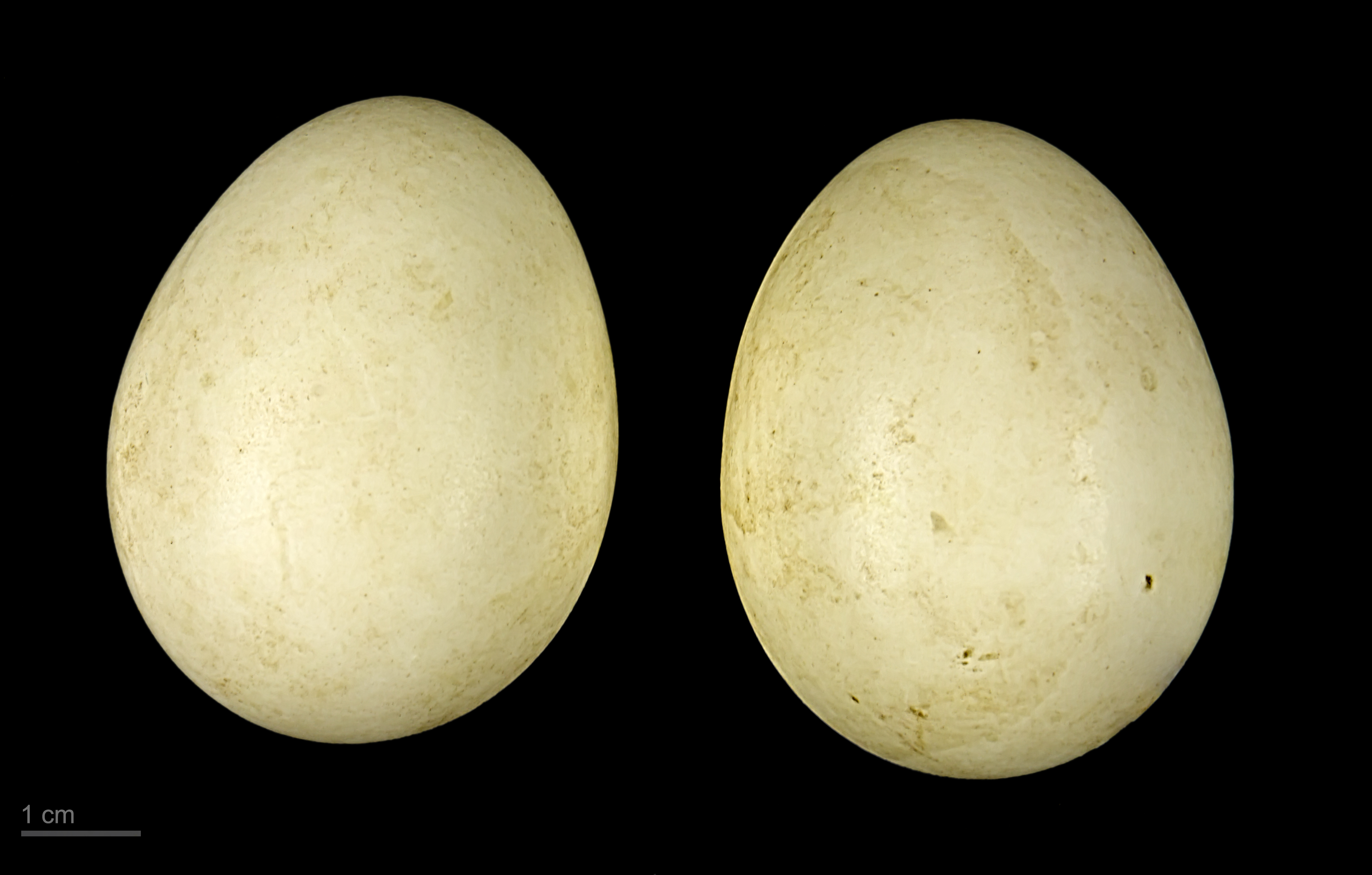
Anas erythrorhyncha

L'anatra dal becco rosso o anatra becco rosso (Anas erythrorhyncha) è un'anatra originaria dell'Africa sud orientale. Non è un uccello migratore, ma compie grandi spostamenti alla ricerca di acque adatte alle sue esigenze. Forma grandi stormi al di fuori del periodo riproduttivo.

## Descrizione
L'anatra dal becco rosso misura dai 43 ai 48 cm di lunghezza. La parte superiore della testa è di color bruno scuro, mentre la parte inferiore in corrispondenza delle guance è pallida e sfumata. Il becco è scuro con parte esterna rossa; le piume del corpo sono di un marrone scuro merlato di bianco. Non c'è dimorfismo sessuale.

## Habitat, regime alimentare, abitudini
Questa anatra predilige gli habitat d'acqua dolce sparsi nelle praterie e savane, dove si alimenta di vegetali e piante acquatiche. Si trova anche spesso sulla terra ferma, dove si reca principalmente alla sera o di notte. Si annida sulla terra tra la vegetazione densa vicino all'acqua.
L'anatra dal becco rosso è una di quelle specie a cui si applicano gli Accordi di conservazione degli uccelli acquatici migratori africani-europei (Agreement on the Conservation of African-Eurasian Migratory Waterbirds) (AEWA).